# 小玉 (YouTuber)
小玉（1995年6月21日—），本名朱玉宸，是一位出身臺灣新北市的YouTuber，曾經是TPI台灣練習生的成員。初期與同為YouTuber的弟弟人生肥宅x尊（本名朱玉恩）合作拍攝以吉他重新演繹歌曲的影片。受到弟弟在YouTube上成功經營頻道的啟發，他也開始投入到YouTuber的事業中。
2021年因以深伪技术將許多臺灣人士的臉部錄像，用於製作換臉色情影片並在互联网上販售被起訴。2022年7月臺灣臺北地方法院一審判處5年6個月有期徒刑，2023年二審判5年、另1年8月徒刑得易科罰金，2024年5月8日最高法院駁回上訴定讞。5月29日發監執行。民事部分6名被害人於二審提起刑事附帶求償，2024年12月18日，高等法院判決應賠每人20萬至50萬元金額，共計185萬元。仍可上訴。
小玉的YouTube事業主要合作對象有YouTuber笑笑。

## YouTuber經歷
因弟弟人生肥宅x尊頻道的成功，決心投入網路影片創作的行列，並於2016年8月7日上傳了第一支正式進入YouTuber職業的創作影片。初期影片較為正經，而後期為迎合觀眾年齡層市場，開始走向無俚頭的搞笑模式呈現影片內容。影片以開箱和搞怪實驗影片為主。除此之外也與多名YouTuber合作。2018年3月9日，小玉頻道達到100萬訂閱，為台灣第十二位達成100萬訂閱的創作者。
在2019年8月，小玉曾发布影片宣布将退出YouTube，称「給自己的反省教訓」，并坦言想退出是因付不出团队員工的薪水。但在9月29日又宣布，虽未达到之前设想的总计1500萬点阅率目标，但仍收回先前想法，不會退出YouTube。
根据小玉2020年在影片中公布的内容，2019年总计收入近千万，而扣除税费和成本后净利润约200万新台币。
2021年4月在参加《為寂寞在唱歌》紀錄片記者會时，朱玉宸宣布角色“小玉”毕业，以后不会再以小玉身份出现。在采访中还称，通过当YouTuber赚得約1500萬新台幣，且一年来在做美股投資已獲利超過500萬。YouTuber錫蘭对此评论称，他认为「小玉」只是朱玉宸为博取眼球创造的一个人设，但到后期已难以抽身，如果以本名成立新频道或许能挽救形象。
2021年11月3日，YouTube官方宣布，因小玉在“DeepFake換臉事件”中違反YouTube創作者責任政策，已無期限停止其頻道的營利資格。

## 音樂作品

### 迷你專輯、EP
| 發行順序 | 資料 | 曲目 |
| -------- | --- | --- |
| 1st      | 《高三症候群》 - 發行日期：2018年7月 - 唱片公司：WebTVAsia - 語言：華語 - 備註：收錄網路劇《高三症候群》歌曲 | 1. 沒用的大學生（《高三症候群》主題曲）【YouTube上的MV】 2. 無理取鬧（《高三症候群》插曲）【YouTube上的MV】 3. 怪人（《高三症候群》插曲）【YouTube上的MV】 4. 沒用的大學生（MV特別版） |

### 單曲
| 發行順序 | 資料                                                                               | 曲目                          |
| -------- | ---------------------------------------------------------------------------------- | ----------------------------- |
| 1st      | 《沒把你當對手》 - 發行日期：2018年7月13日 - 唱片公司： - 備註：與網路紅人放火合作 | 沒把你當對手【YouTube上的MV】 |
| 2nd      | 《現在就抱緊》 - 發行日期：2018年8月17日 - 唱片公司： - 備註：與網路紅人安啾合作   | 現在就抱緊【YouTube上的MV】   |
| 3rd      | 《社會亂源》 - 發行日期：2018年10月13日 - 唱片公司：                               | 社會亂源【YouTube上的MV】     |

## 爭議事件

### 開箱電子菸事件
2017年9月9日，小玉於網路發布《一次性維他命棒》的開箱影片。由於該維他命棒使用「電子霧化器」的方式吸食，外型如同菸品，使得民眾向臺北市政府衛生局檢舉。經衛生局調查，輸入維他命棒確實違法《菸害防制法》第14條，處以1500至3000元罰款。小玉於9月22日上傳影片澄清，針對未於影片中提醒「吸菸這個行為是不好的」一事道歉，但同時質疑此一事件，會改寫台灣影片創作者的自由度。

### 公開年收入事件
2017年11月25日，小玉發布影片，公布自己於影音平台YouTube的2017年的總收入，1至3月進帳71萬8千元、4至6月賺了104萬9800元、7至9月更賺進165萬元8千元，合計超過342萬餘元，影片後還開玩笑地說：「會不會被國稅局盯上」。國稅局表示，將會調查他的營業稅及個人綜所稅。事後更將範圍擴大至其他影片創作者。

### 開箱春藥事件
2018年1月12日，發布《精神崩壞!吃了效果超強的催情春藥!?》開箱影片，被許多家長質疑其影片尺度過大，怕年紀小的孩童會因影片產生不良影響，也有家長因此禁止孩子觀看小玉的影片。

### 下架超商商品事件
2018年9月，小玉於7-Eleven拍攝影片，挑戰用10萬元將超商內所有商品買下（最後共花費3萬1963元），並將購買的商品分送給街友做公益。但小玉為了影片效果，將超商內的東西撒在地上，並躺在超商地板上等行為，引發7-Eleven不滿並要求下架影片，且有違反《營業秘密法》之虞。同月2日，小玉發布了《小玉要被告了，昨天影片突然下架》的影片，解釋影片突然下架之原因。他表示在超商的影片因為沒有經過超商同意與授權，並接到超商主管來電，表示「這影片不該出現在上面」，事件一出，引發正反兩極的評價，甚至被酸「裝哭也不裝得像一點」。

### 試喝母乳事件
2020年4月7日上傳《新鮮現榨!我喝了媽媽的人奶!?【用母奶做珍珠奶茶】》，片中飲用了來路不明的母乳，並使用戲謔語句評論，有貶低女性、食品安全及推廣錯誤知識的疑慮，最終在6月21日《我向全台灣的媽媽下跪道歉。【回應母乳爭議事件】》影片中下跪道歉。

## 外部連結
- YouTube上的小玉頻道